# Montclar (Aveyron)
Montclar település Franciaországban, Aveyron megyében. Lakosainak száma 140 fő (2022. január 1.). Montclar Brasc, Brousse-le-Château, Connac, Coupiac, Martrin, Saint-Izaire és Saint-Juéry községekkel határos.

## Népesség
A település népességének változása:
| Lakosok száma | 288  | 207  | 147  | 149  | 158  | 169  | 161  | 157  | 150  | 140  |
|               | 1968 | 1982 | 1999 | 2006 | 2011 | 2015 | 2017 | 2018 | 2020 | 2022 |